# Banque ouest-africaine de développement

La BOAD en 1981, Lomé, Togo.

La Banque ouest-africaine de développement, BOAD est un établissement public à caractère international. Elle a été créée par traité signé le 14 novembre 1973. C'est une institution spécialisée commune aux huit États de l’Union économique et monétaire ouest-africaine (UEMOA), qui sont le Bénin, le Burkina Faso, la Côte d’Ivoire, la Guinée-Bissau, le Mali, le Niger, le Sénégal et le Togo.
Elle a pour objet la lutte contre la pauvreté, la promotion du développement équilibré des États membres et la réalisation de l’intégration régionale. Son siège est établi à Lomé (Togo), mais elle dispose d’une mission résidente dans chacun des sept autres États membres.
Elle vise à « promouvoir le développement équilibré des États membres et contribuer à la réalisation de l'intégration économique de l'Afrique de l'Ouest » en finançant des projets prioritaires de développement rural, d’infrastructures de base, d’infrastructures modernes, de télécommunications, d’énergie, d’industries, de transport, d’agro-industries, de tourisme et d’autres services.

## Historique
Deux idées fortes, émanation de la volonté politique clairement exprimée des États de l’UMOA, sont à l’origine des études qui ont inspiré la création de la BOAD à partir de 1969 :
- tirer au-delà de l’Union monétaire plus d’avantages de leur appartenance commune, pouvant influer sur le développement des pays membres ;
- exploiter les bénéfices d’exploitation de la BCEAO pour le financement d’actions communes de développement.

La BCEAO a alors été investie de la mission d’étudier les objectifs, les structures et les moyens de l’organisme commun à mettre en place.
L’avant-projet du nouveau traité de l’Union monétaire présenté au comité des ministres tenu à Ouagadougou du 14 au 16 mars 1973, prévoit, à côté de la Banque centrale rénovée, des institutions communes de financement de développement.
Ainsi, le 14 novembre 1973, les chefs d’État de l’Union monétaire signent le nouveau traité constituant l’Union monétaire avec, en annexe, les nouveaux statuts de la Banque centrale et l’accord constituant la Banque ouest africaine de développement (BOAD).
Le quarantième anniversaire de la BOAD a été fêté à Lomé en novembre 2013. Il a fait l'objet d'un colloque international sur les nouveaux enjeux de l'UEMOA. Parmi les sessions thématiques, la croissance verte a fait l'objet de présentations. Le potentiel de la transition énergétique dans l'UEMOA a été reconnu et fait l'objet d'une recherche à l'université Paris-Sorbonne.
En juillet 2023, la BOAD accorde 162,330 milliards de Francs CFA de nouveaux financements autour de neuf projets qui concernent le Sénégal, le Togo et la Côte d'Ivoire.

## Actionnariat
Sont membres de la BOAD participant à son capital et à son administration :
Membres titulaires d’actions de Série A :
- la république du Bénin ;
- le Burkina Faso ;
- la république de Côte d’Ivoire ;
- la république de Guinée-Bissau ;
- la république du Mali ;
- la république du Niger ;
- la république du Sénégal ;
- la République togolaise ;
- la Banque centrale des États de l’Afrique de l’Ouest (BCEAO), institut d’émission commun aux huit États membres de l’UEMOA.

Membres titulaires d’actions de Série B :
- la République française ;
- la KfW, agissant pour le compte de  l'Allemagne.
- le royaume de Belgique ;
- la Banque européenne d’investissement (BEI), agissant pour le compte de l’Union européenne ;
- la Banque africaine de développement (BAD) ;
- Exim Bank de l’Inde, agissant pour le compte de la république de l’Inde ;
- la Banque populaire de Chine, agissant pour le compte de la république populaire de Chine ;
- le royaume du Maroc.
Par décision prise à sa session ordinaire du mois de décembre 2023, du Conseil des ministres de l’Union a approuvé l’entrée de la Banque arabe pour le développement économique en Afrique (BADEA) au capital de la BOAD.

## Ressources
Les ressources de la BOAD proviennent essentiellement :
- du capital souscrit par ses actionnaires régionaux et non régionaux ;
- des dotations de ses États membres ;
- de ses réserves ;
- de la mobilisation de l’épargne régionale ;
- de la mobilisation des ressources externes à l’Union.

## Rôle
La BOAD mobilise depuis sa création des fonds pour financer des projets tant du secteur public que du secteur privé. Elle est l’émetteur non souverain de référence du marché régional des capitaux. Elle a également, en plus de 40 ans d’activités, acquis et capitalisé une expérience de premier plan en matière d’évaluation comme de financement de projets. Cette expérience de la Banque couvre de vastes domaines et s’étend à plusieurs secteurs de la vie économique.
En raison de l’expérience acquise, la BOAD a servi de relais à toutes les institutions majeures de financement du développement et à diverses structures bilatérales de coopération.

## Domaines d'intervention
Les domaines d’intervention de la BOAD sont les suivants :
- développement rural et sécurité alimentaire ;
- industrie et agro-industrie ;
- infrastructures de base et infrastructures modernes (routes, télécommunications, aéroports, ports, énergie) ; transport, hôtellerie et autres services.

## Formes d'intervention
La BOAD intervient sous l’une des formes ci-après :
- prêts à long et moyen terme ;
- prise de participation au capital d’entreprises ou des Institutions financières nationales (IFN) ;
- financement d’opérations à court terme ;
- financement d’études de factibilité de projets ou d’études d’ingénierie ;
- assistance aux petites et moyennes entreprises (PME) à travers les lignes de crédits ou accords-cadres de refinancement accordés aux IFN ;
- allègement des conditions d’emprunts par bonification d’intérêt pour les projets relevant du secteur non marchand ;
- assistance dans la préparation, la promotion et la mise en œuvre des projets ;
- garanties des emprunts obligataires ;
- arrangement de financements de projets ;
- conseil financier.

## Bénéficiaires des interventions de la BOAD
Peuvent bénéficier d’un concours de la BOAD :
- les États membres de l’UEMOA ;
- leurs collectivités et établissements publics ;
- les organismes, entreprises et particuliers concourant au développement ou à l’intégration des économies des États membres ;
- les États de la sous-région non membres de l’UEMOA, leurs organismes ou entreprises, du fait que la Banque peut intervenir dans des actions de développement intéressant à la fois un État de l’UEMOA et un État non membre.

## Opérations
La Banque dispose de deux guichets de financement : un guichet concessionnel, connu sous l’appellation de Fonds de développement et de cohésion (FDC) et un guichet marchand. Le premier guichet finance, dans les États membres, des projets publics de développement (infrastructures de soutien à la production, développement rural et sécurité alimentaire, projets sociaux, etc.) au profit des populations, à partir de ressources concessionnelles (conditions de taux et de durée assouplies).
Le second guichet finance, sur des ressources de marché, des projets d’investissement, à finalité commerciale, promus par des États, des entreprises publiques et privées.
Il existe un troisième guichet, plus récent, celui du Fonds de développement énergie (FDE). Ce guichet, mis en place dans le cadre du programme communautaire dénommé « Initiative régionale pour l’énergie durable », est destiné au financement de projets d’énergie. Sa gestion est assurée par la BOAD.

## Coopération
La BOAD entretient des relations de coopération ou de financement avec de nombreux pays tels que l’Allemagne, la Belgique, la Chine, la France, l’Inde, le Japon, le Maroc et la Suisse. Des accords ont été également établis avec des institutions telles que le Fonds de solidarité africain (FSA) l’Agence française de développement (AFD), la Banque africaine de développement (BAD), la Banque islamique de développement (BID), la Banque populaire de Chine, la Banque mondiale, l’Eximbank de l’Inde, la KfW, l’Organisation internationale de la Francophonie (OIF), la FAO, le Comité permanent inter-États de lutte contre la sécheresse au Sahel (CILSS), etc. Des démarches sont en cours pour étendre les relations de coopération à d’autres pays ou institutions, notamment, le Brésil, la Turquie, et l’Union européenne.

## Administration
La Banque est gérée et administrée par :
- un président, nommé par le Conseil des ministres de l’Union, assisté de deux vice-présidents nommés par le conseil d’administration ;
- un conseil d’administration composé :
  - du président de la Banque, qui en assure la présidence ;
  - de deux représentants nommés par chacun des États membres de l’Union ;
  - du gouverneur de la Banque centrale des États de l’Afrique de l’Ouest (BCEAO) ou de son représentant ;
  - de représentants de chacun des membres titulaires d’actions de série B détenant au moins 1 % du capital.

## Les présidents de la BOAD
- Pierre Claver Damiba (1975-1981)
- Abou Bakar Baba-Moussa (1982-1994)
- Thomas Boni Yayi (1995-2006)
- Issa Coulibaly (intérim) (2006-2008)
- Abdoulaye Bio Tchané (2008-2011)
- Christian Adovelande (2011-2020)[1]
- Serge Ekué (depuis août 2020)

## Pays membres
Les huit États membres de la BOAD sont :
- Bénin
- Burkina Faso
- Côte d'Ivoire
- Guinée-Bissau
- Mali
- Niger
- Sénégal
- Togo